# Paul Mas
Paul Mas (* 2. Juli 1995 in Paris) ist ein französischer Animator und Filmregisseur.

## Leben
Bereits als Jugendlicher war Paul Mas vom Puppentrick fasziniert, was vor allem an Filmen von Henry Selick, Tim Burton und Nick Park lag. Er lernte zudem den Spezialeffektekünstler Jean-Christophe Spadaccini kennen, dessen Atelier er besuchte. Das Zusammentreffen und den Blick hinter die Kulissen bezeichnete er in einem Interview als einen der größten Glücksfälle seines Lebens. Mas studierte ab 2014 unter anderem bei  Xavier Truchon Regieassistenz an der École des Métiers du Cinéma d’Animation (EMCA) in Angoulême und beendete das Studium 2016 mit dem Abschlussfilm Children. Children erlebte im Rahmen des Festival du Court-Métrage de Clermont-Ferrand im Februar 2017 seine Premiere.
Mas absolvierte mehrere Praktika, unter anderem im Animationsfilmstudio Vivement lundi!, und arbeitete während seines Praktikums bei je suis bien content am Animationsfilm La mort, père et fils von Winshluss mit. An Anne-Lise Koehlers Langfilm Bonjour le monde war Mas als Marionettenbauer beteiligt. Sein erster professioneller Kurzfilm Wertvoll entstand in Stop-Motion und wurde 2020 veröffentlicht. Für Wertvoll erhielt Mas 2022 eine César-Nominierung in der Kategorie Bester animierter Kurzfilm. Mas lebt und arbeitet in Paris.

## Filmografie
- 2015: Children
- 2020: Wertvoll (Précieux)

## Auszeichnungen
- 2021: Grand Prix im internationalen Wettbewerb, Internationales Trickfilm-Festival Stuttgart, für Wertvoll
- 2021: Nominierung Grand Prize des Kurzfilmwettbewerbs, Animafest Zagreb, für Wertvoll
- 2022: César-Nominierung, Bester animierter Kurzfilm, für Wertvoll